# Gibbs-Wohl-Naphthalin-Oxidation
Die Gibbs-Wohl-Naphthalin-Oxidation ist eine Namensreaktion aus dem Bereich der Organischen Chemie, die 1918 erstmals durch die amerikanischen Chemiker H. D. Gibbs (1872–1934) und C. Conover publiziert wurde. Mit Hilfe dieser Oxidation lässt sich aus Naphthalin Phthalsäureanhydrid synthetisieren.

## Geschichte
Gibbs und Conover wurden bei der Erforschung des Syntheseverfahrens im 2. Jahrzehnt des 20. Jahrhunderts durch die amerikanische Regierung unterstützt. Phthalsäureanhydrid war ein wichtiges Zwischenprodukt bei der Herstellung von Farbstoffen (bspw. Indigo) und Arzneimitteln. Die US-Regierung war daran interessiert, eine neue Synthesemöglichkeit für Phthalsäureanhydrid zu erforschen. Der damals gängige Prozess (Oxidation von Naphthalin mit Schwefelsäure in Gegenwart von Quecksilber) war aufwendig und kostspielig. Die USA importierten zu Beginn des 20. Jahrhunderts ihren kompletten Bedarf an Phthalsäureanhydrid aus Deutschland.

## Übersicht
Naphthalin wird mittels Oxidation zu Phthalsäureanhydrid umgesetzt:
Als Oxidationsmittel werden unter anderem Vanadium(V)-oxid und Sauerstoff eingesetzt.

## Reaktionsmechanismus
Ein Vorschlag für den Reaktionsmechanismus:
Naphthalin (1) wird durch Zugabe von Vanadium(V)-oxid und anschließender Oxidation (z. B. mit Kaliumpermanganat) zu (Z)-2-(2-Carboxyvinyl)-benzoesäure (2) umgesetzt. Dabei wird Vanadium(III)-oxid gebildet, das mit Sauerstoff wieder zu Vanadium(V)-oxid oxidiert werden kann. Das Vanadium(V)-oxid oxidiert die (Z)-2-(2-Carboxyvinyl)-benzoesäure (2) zu 2-Carboxybenzaldehyd (3). Nach einer weiteren Oxidation mit Sauerstoff entsteht das Phthalsäureanhydrid (4).

## Praktische Bedeutung
Die Gibbs-Wohl-Naphthalin-Oxidation beschreibt das führende Industrieverfahren zur Herstellung von Phthalsäureanhydrid.